# 雷尼替丁
雷尼替丁（ranitidine、中華藥典名：雷尼替定）又译雷尼得定，常用商品名Zantac，是一种抑制胃酸产生的组胺类H2受体阻抗剂。它常用于治疗消化性溃疡（如胃溃疡和十二指肠溃疡）以及胃食管反流病。此外，該藥或許還能改善荨麻疹的症狀。本品可經口服、肌肉注射，或靜脈注射給藥 。
注射劑常見副作用包含頭痛以及灼熱感，嚴重副作用則包含肝臟疾病、心跳过缓、肺炎，且可能使胃癌更不易發現。本品也可能提升偽膜性結腸炎的風險。妊娠期間給藥目前顯示安全。本品屬於組織胺H2受体阻抗剂，可降低胃酸的分泌。
雷尼替丁最早於1976年由葛蘭素製藥（Glaxo Pharmaceuticals）發現，現屬於葛蘭素史克的一部分。本品列名於世界卫生组织基本药物标准清单之中，為基礎公衛體系必備藥物之一雷尼替丁为一學名藥。。本品批發價每顆約位於0.01至0.05美金之間。美國境內一劑約需0.05美金。

## 临床应用
在许多国家，特定剂量的雷尼替丁制剂是非处方药品。
美国以外，雷尼替丁常与铋（作为一个温和的抗生素）合成的柠檬酸盐（雷尼替丁枸橼酸铋）用于治疗幽门螺杆菌感染。这一组合通常是与克拉霉素（一种抗生素）一起使用。

## 警告和注意事項
美国食品药品监督管理局（FDA）得知，有些雷尼替丁藥物（包括商品名為Zantac的藥物）中含有低劑量的 N-亚硝基二甲胺（NDMA）。NDMA分類為可能的人類致癌物。加拿大的衛生單位也發表聲明，指出他們在雷尼替丁中檢測到NDMA，並且要求製造商停止在加拿大販售雷尼替丁藥物，直至產品中的NDMA濃度在安全範圍內才能再次販售。由於歐盟委員會的要求，歐盟藥物管理局已在全歐盟審查含有雷尼替丁的藥物。中華民國衛生福利部食品藥物署已要求含有雷尼替丁的藥物，先進行預防性下架。
山德士（Sandoz）公司已針對所有含有雷尼替丁的藥物提出「預防性下架」（precautionary distribution stop）。

## 历史
史克公司（Smith, Kline & French）发明了第一种组胺H2受体拮抗剂西咪替丁。葛兰素公司（Glaxo）为了与史克公司竞争，发明了雷尼替丁。雷尼替丁是合理化药物设计的产物，是根据当时相当完善的组胺H2受体模型和定量构效关系（QSAR）设计的。
葛兰素公司进一步完善了这个模型。他们用一个呋喃环取代了西咪替丁上的咪唑环，这使得雷尼替丁大为发展，有更好的耐受性，更少的不良反应，更长的作用时间，以及10倍于西咪替丁的活性。因为雷尼替丁对于細胞色素P450的亲和力只有西咪替丁的10%，所以其副作用较少，但其他的H2受体拮抗剂如法莫替丁和尼扎替丁则与细胞色素P450没有明显的活性。
雷尼替丁出现于1981年，并于1988年称为世界上销售最多的处方药。但是当更有效的质子泵抑制剂出现后，他已经逐渐被奥美拉唑等药物所取代。